# Kommunalwahlen im Saarland 1994
Die Kommunalwahlen im Saarland am 1994 fanden am 12. Juni 1994 gemeinsam mit der Europawahl in Deutschland 1994 statt. Gewählt wurden die Gemeinde- und Kreisräte.

## Wahlergebnisse
Die Wahl ergab folgende Ergebnisse:
| Wahl              | Wahlberechtigte | Abgegebene Stimmen | Wahlbeteiligung | Gültige Stimmen |
| ----------------- | --------------- | ------------------ | --------------- | --------------- |
| Gemeindewahl 1994 | 832.094         | 616.116            | 74,0 %          | 592.717         |
| Gemeindewahl 1989 | 837.673         | 663.023            | 79,2 %          | 643.350         |
| Kreiswahl 1994    | 834.433         | 616.540            | 73,9 %          | 591.963         |
| Kreiswahl 1989    | 839.615         | 663.889            | 79,1 %          | 645.967         |

Die Stimmen verteilten sich wie folgt auf die Parteien:
| Wahl              | CDU              | SPD              | FDP            | Grüne          | Wählergruppen  | Sonstige       |
| ----------------- | ---------------- | ---------------- | -------------- | -------------- | -------------- | -------------- |
| Gemeindewahl 1994 | 226.965 (38,3 %) | 265.194 (44,7 %) | 19.293 (3,3 %) | 32.681 (5,5 %) | ./.            | 48.584 (8,2 %) |
| Gemeindewahl 1989 | 236.778 (36,8 %) | 298.184 (46,3 %) | 36.733 (5,7 %) | 29.172 (4,5 %) | 28.361 (4,4 %) | 14.122 (2,2 %) |
| Kreiswahl 1994    | 221.157 (37,4 %) | 262.820 (44,4 %) | 18.503 (3,1 %) | 43.726 (7,4 %) | ./.            | 45.757 (7,7 %) |
| Kreiswahl 1989    | 227.960 (35,3 %) | 295.498 (45,7 %) | 31.897 (4,9 %) | 35.510 (5,5 %) | 12.323 (1,9 %) | 42.779 (6,6 %) |

Das statistische Landesamt führte 1994 die Wählergruppen als „Sonstige“.